# Virgen del Carmen (Alicante)
Virgen del Carmen es un barrio de la ciudad española de Alicante, denominado popularmente como Las Mil Viviendas y anteriormente de forma oficial como "Barriada de Francisco Franco". Según el padrón municipal, cuenta en el año 2022 con una población de 3310 habitantes (1746 hombres y 1564 mujeres).

## Localización
Virgen del Carmen limita al norte con el barrio Virgen del Remedio, al este con Cuatrocientas Viviendas, al sur con Sidi Ifni-Nou Alacant y al oeste con el barrio de Lo Morant-San Nicolás de Bari.
Asimismo, está delimitado exteriormente, desde el norte y en el sentido horario, por las avenidas y calles siguientes: Santa Cruz de Tenerife, Muro de Alcoy, Ejércitos Españoles, Diputado Joaquín Galant, Diputado José Luis Barceló y Pintor Gastón Castelló.

## Antecedentes
Virgen del Carmen es uno de los seis barrios de la zona norte que nacieron con la inmigración llegada a Alicante, a mediados del siglo XX, desde otras zonas de España. La Administración del momento buscó espacios de la periferia para ubicar los nuevos asentamientos humanos. Se construyó mediante planes de vivienda o iniciativas privadas, pero en muchos casos con escasa calidad. Esto supuso con el paso del tiempo el deterioro rápido de las viviendas, lo que llevó a diseñar planes integrales de rehabilitación.
Se construyeron diferentes bloques rodeados de jardines, a precios asequibles, con un total de casi mil viviendas (de ahí el nombre popular del barrio). Además, contaba con un colegio y una iglesia.
A principios de la década de 1990 se firmó un convenio entre el Ministerio de Fomento, Consejería de Obras Públicas y el Ayuntamiento, para rehabilitar el barrio, que dejaría de llamarse Francisco Franco para denominarse oficialmente Virgen del Carmen. Este plan de rehabilitación supuso el derribo de la mayor parte de viviendas y la posterior construcción de nuevos inmuebles que continuaron siendo destinados a familias con escasos recursos económicos. Además de las viviendas, se construyeron un polideportivo, un instituto y una comisaría de policía.

## Población
Según el padrón municipal de habitantes de Alicante, la evolución de la población del barrio Virgen del Carmen en los últimos años, del 2010 al 2022, tiene los siguientes números:
|              | 2010 | 2011   | 2012  | 2013  | 2014  | 2015  | 2016  | 2017   | 2018  | 2019  | 2020  | 2021  | 2022  |
| ------------ | ---- | ------ | ----- | ----- | ----- | ----- | ----- | ------ | ----- | ----- | ----- | ----- | ----- |
| Población    | 2742 | 2636   | 2572  | 2653  | 2622  | 2605  | 2634  | 3429   | 3365  | 3395  | 3431  | 3384  | 3310  |
| (Diferencia) |      | (-106) | (-64) | (+81) | (-31) | (-17) | (+29) | (+795) | (-64) | (+30) | (+36) | (-47) | (-74) |